# Marek Kolbowicz
Marek Antoni Kolbowicz (Szczecin, 1971. június 11. –) lengyel evezős. Csapattársaival aranyérmet szerzett a 2008. évi nyári olimpiai játékokon férfi négypárevezős kategóriában.
Sportban elért eredményeiért Lengyelország Újjászületése érdemrendjének Lovagkeresztjében (5. fokozat) részesült 2008-ban.